# Enzo Spaltro
Enzo Spaltro, all'anagrafe Vincenzo Spaltro (Milano, 3 luglio 1929 – Bologna, 26 marzo 2021), è stato uno psicologo e autore televisivo italiano, allievo di Agostino Gemelli all'Università Cattolica del Sacro Cuore di Milano; si è specializzato con lui in psicologia del lavoro e ne ha sviluppato le idee diventando tra i principali professionisti in questo ambito.

## Biografia
Nato a Milano nel 1929, si è laureato in Medicina all'Università degli Studi di Milano nel 1953, specializzandosi nel 1955 in Medicina del lavoro nella stessa università e successivamente, nel 1957, in Psicologia del lavoro all'Università Cattolica con Agostino Gemelli; come suo assistente inizia la carriera universitaria e nel 1960 diventa libero docente in Psicologia presso la Facoltà di Scienze politiche della Cattolica di Milano, preside Gianfranco Miglio.
In parallelo inizia anche la sua attività di consulente con l'Eni di Enrico Mattei per la selezione del personale, l'organizzazione di convegni e congressi, la fondazione di associazioni e centri studi nell'area della psicologia del lavoro e della psicosociologia. In seguito svolgerà
l'attività di consulenza attraverso la Fondazione che porterà il suo nome e che sosterrà la diffusione delle sue idee e attraverso l'Università delle persone che fonderà a Bologna, la città in cui vive.
Nel 1964 Spaltro fonda con Guido Rossi e Sandro Gavazzi l'Anipla (Associazione Nazionale Italiana Per L'Automazione) e nel 1965 l'AISRI (Associazione Italiana di Studi in Relazioni Industriali) assieme a Giancarlo Mazzocchi, Gino Giugni e Giuseppe Glisenti presso la Cattolica di Milano: questa associazione ha proposto l'assetto delle relazioni industriali vigente in Italia con le sue funzioni di negoziazione sociale. Lo Statuto dei lavoratori ha poi raccolto e istituzionalizzato molte delle cose che questa associazione ha elaborato nei suoi primi cinque anni di attività. Il 3 luglio 1970 presenta la legge 300 (Statuto dei lavoratori), nei locali della BP Italiana a Milano al mondo del lavoro italiano, presenti sindacati e direzioni del personale.
Sua è stata la prima cattedra di Psicologia del lavoro istituita in Italia nel 1967 presso la Facoltà di Economia e Commercio della Cattolica di Milano. Nel 1968 fonda e dirige la rivista Psicologia e lavoro con il Saggiatore diretto da Alberto Mondadori.
Fondatore ed organizzatore fino al 1977 dell'IRIPS (Istituto di Ricerche ed Interventi PsicoSociali) di Milano che è stato lo stimolo più importante per la diffusione del lavoro di gruppo, degli interventi nelle aziende, di sensibilizzazione del mondo del lavoro italiano. Da esso hanno preso vita molte organizzazioni attualmente attive nel campo della consulenza e della formazione.
Nel direttivo della SIPs Società italiana di Psicologia - la più grande associazione di psicologi prima della nascita dell'Albo e dell'Ordine (nel 1989); successivamente vice-Presidente della stessa Società e per due volte presidente.
Presidente per il biennio 1981/82 della Commissione SIPs per la riforma degli studi in psicologia, che condusse alla trasformazione delle Facoltà e dei corsi di laurea in psicologia nelle università italiane. Docente dal 1981 (lo sarà per trent'anni) all'Università di Bologna, nel 1988 fonda e dirige la scuola di specializzazione in relazioni industriali e del lavoro, nello stesso ateneo felsineo.
Dal 1982 al 1989 autore ed animatore di diverse trasmissioni televisive a contenuto psicologico su Raiuno (Test, Il mercato del sabato, Il bello della diretta, Pomeridiana, Di che vizio sei?), che hanno contribuito a diffondere la conoscenza della professione e delle sue potenzialità come disciplina al servizio delle persone.
Nel 2007 fonda a Bologna, a 78 anni, l'Università delle persone, basata sull'idea di una università non formale e senza ruoli prestabiliti.

## Campi di studio e di lavoro
La Psicologia del lavoro nel suo senso più ampio ha rappresentato l'area di maggiore interesse sia dal punto di vista della speculazione intellettuale, sia come spazio di applicazione delle idee e delle teorie elaborate ed approfondite alla realtà. Nello specifico le strade percorse - testimoniate nei suoi libri - hanno riguardato:
- lo sviluppo della persona da singolo individuo a membro di un gruppo fino a far parte di una comunità sempre più allargata anche intesa come organizzazione lavorativa;
- l'utilizzo del piccolo gruppo come strumento per l'apprendimento in grado di far esplorare e sperimentare le principali dinamiche che lo caratterizzano
- la formazione delle competenze psicologiche utili alla piena realizzazione della persona sia in campo sociale che lavorativo
Il rapporto fra pensiero e sperimentazione sul campo è sempre stato fondamentale. In sintesi si potrebbe dire che ogni idea, pensiero, riflessione teorica sia stata oggetto di ricerca in laboratorio per poi essere applicata e verificata nella realtà.

## Opere
- Le associazioni studentesche cosa sono? (con Paolo De Carli e Robi Ronza), Jaca Book, 1967
- Gruppi e cambiamento, Etas Kompass, 1969
- Giochi psicologici, Celuc Libri, 1986
- Lotta contro e lotta per, Celuc Libri, 1977
- Sentimento del potere: analisi dei rapporti umani, Bollati Boringhieri, 1984.
- Complessità. Introduzione alla psicologia delle organizzazioni complesse, Pàtron, 1990.
- Il lavoro. Sintesi e schemi del corso di psicologia del lavoro (con Giancarlo Bernabei). Pàtron, 1992.
- Pluralità. Psicologia dei piccoli gruppi, Pàtron, 1993.
- Il soggetto della politica (con Alessandro Evangelisti e Giorgio Sangiorgi), Pàtron, 1994.
- Qualità. Psicologia del benessere e della qualità della vita, Pàtron, 1995
- Gli orizzonti del benessere. Progettare qualità a scuola, Phoebus, 1996.
- La buona scuola, Phoebus, 1997.
- Psicologia per le organizzazioni (con Paola De Vito Piscicelli), Carocci, 2002.
- Soggettività. Psicologia del lavoro, Pàtron, 2003.
- Il significato della rivoluzione, Guerini e Associati, 2004.
- Il clima lavorativo. Manuale di meteorologia organizzativa, Franco Angeli, 2004.
- Psicologia delle organizzazioni. Teoria e tecniche di gestione e sviluppo delle risorse umane, Franco Angeli, 2004.
- Conduttori. Manuale per l'uso dei piccoli gruppi, Franco Angeli, 2010.
- D.I.S. Dai lavoratori del divertimento al divertimento dei lavoratori (con Maurizio Lancioni e Osvaldo Gorini), Edizioni Artestampa , 2010.